# Стјепан Хаусер
Стјепан Хаусер (Пула, 15. јун 1986) хрватски је виолончелиста. Члан је дуа 2Cellos.

## Образовање
Када је уписао основну школу, родитељи су га уписали и у музичку школу коју је завршио у Пули, а средњу музичку школу наставио је у Ријеци у класи професора Маура Шестана. Након средње школе уписао је Музичку академију у Загребу, где је упознао свог будућег музичког партнера Луку Шулића. Пошто је добио стипендију Фондације Адрис и Фондације Франкопан, отишао је у Лондон, где је завршио основне студије код професорке Наталије Павлутскаје.  
Постдипломске студије је наставио у Манчестеру, где је добио стипендију Фондације Dorothy Stone на Краљевски северни музички колеџ у класи професора Ралфа Киршбаума, а након тога дошао код Бернарда Гринхаусеа у САД. 

## Каријера
Како је школовање наставио у Лондону, Стјепану су се отворила врата за наставак музичког напредовања. Наступио је на четири велика концерта посвећена великом руском виолончелисти Мстиславу Леопољдовичу Растоповичу, коме је Хаузер био и последњи ученик. Први концерт одржао је 2006. године, када је изабран за јединог виолончелисту на концерту у Палацо Векио у Фиренци, након чега је уследио концертни наступ уз пратњу “Симфонијског оркестра Фриули Венеције Ђулије” у Општинском позоришту „Ђузепе Верди”у Италији. Следећи концерт одржан је у Аудиторијум у Саборној цркви, у Фиренци у оквиру престижног „Мађо Мусикале Фиорентино” фестивала. Последњи наступ за Мстислава био је на свечаном концерту у Бристолу, са Метрополитан симфонијом, где је извео “Кол Нидреи”, од Макс Бруха. 
Од 2006. године учествује у музичкој групи “Гринвич трио”. Трио чине словеначка виолинисткиња Лана Тротовсек јапанска пијанисткиња Јоко Мисуми и Стјепан на виолончелу. Освојили су бројне награде на међународним такмичењима у Италији, Великој Британији и Белгији. 2010. године наступио је на 6. Руњићевим вечерима, где је извео познату песму „Галеб и ја“. 2011. године догодила се велика и важна прекретница у Хаузеровој музичкој каријери. 
Иако је Луку Шулића познавао са Академије, почели су да се друже у Лондону и још тада добили идеје шта би могли да постигну са потенцијалом који су покренули. Нису хтели да цео живот свирају познате класике пред неколицином људи који су разумели ту музику. Желели су да ураде нешто ново, нешто што ће привући млађе људе, желели су да своју енергију и лудост у музици поделе са светом. Одлучили су да сниме познати хит Мајкл Џексона “Smooth Criminall”. Након тога долази озбиљнија понуда, лични позив Елтона Џона који им нуди да му се придруже на турнеји. Прихватили су позив и од тада су са Елтоном Џоном наступали преко стотину пута широм света. Исте године су издали  EP (eng. extended play) албум “iTunes фестивал: Лондон 2011”. Године 2012. објавили су албум “In2ition”. Нови албум „Score” су најавили за март 2017. године. На албуму су сарађивали са Лондонским симфонијским оркестром. Године 2011. Стјепан је са Дамиром Урбаном снимио албум „Урбан и Хаусер”. На албуму су биле познате Урбанове песме, које је Хаузер обогатио свирањем на виолончелу. Са Оливером Драгојевићем снимио је и албум „Ноћ нек тихо свира“.

## Награде
2003. године освојио је „Lions Grand Prix“, а 2005. победио је на међународном такмичењу „Рудолф Мац“. 2002. и 2004. године проглашаван је државним прваком Хрватске. Стјепан је лауреат (највиша награда) најпрестижнијих такмичења у Великој Британији. Добитник је многих награда као што су, “Филхармонијски оркестар – награда Martin Musical Scholarship Fund ”, “Такмичење младих солиста Eastbourne Symphony Orchestra”, “Међународно такмичење младих концертних уметника Tunbridge Wells”, затим “Награда МБФ за музичко образовање”. Добитник је награде “Међународно такмичење Адам виолончело”. Ово такмичење се сматра највећим такмичењем за виолончелисте. Добио је двадесет и једну награду. 